# یوپورن
یوپورن (انگلیسی: YouPorn) یک وب‌گاه اشتراک ویدئو در زمینهٔ پورنوگرافی است که در سال ۲۰۰۶ توسط مؤسسهٔ مایندگیک در لوس آنجلس تأسیس شده‌است. YouPorn یک وب‌سایت اشتراک‌گذاری ویدیوی مستهجن رایگان و یکی از ۱۰۰ وب‌سایت پربازدید در جهان است. از زمان راه‌اندازی در آگوست ۲۰۰۶، به محبوب‌ترین وب‌سایت پورنوگرافیک در اینترنت تبدیل شد و در نوامبر ۲۰۰۷، به عنوان بزرگترین وب‌سایت رایگان پورنوگرافی نیز گزارش شد. از فوریه ۲۰۱۳، این وب سایت هشتاد و سومین وب سایت محبوب در کل و پنجمین وب سایت محبوب پورنوگرافیک بود. در رده وب‌سایت‌های مستهجن، سایت‌های رقیب ایکس همستر, ایکس ویدئوز و پورن هاب و همچنین وب‌کم بزرگسالان LiveJasmin از آن در رتبه‌بندی پیشی گرفتند.